# Курлін Юрій Володимирович
Ю́рій Володи́мирович Курлі́н (17 вересня 1929, Шацьк — 27 лютого 2018, Київ) — льотчик-випробувач, Герой Радянського Союзу (1966). Заслужений льотчик-випробувач СРСР.

## Біографія
Юрій Курлін народився 17 вересня 1929 року в місті Шацьк. Юні роки провів у П'ятигорську. Курлін закінчив Ростовський індустріальний технікум і Краснокутське льотне училище Цивільного повітряного флоту, після чого працював льотчиком цивільної авіації в Києві. У 1956 році Юрій Володимирович закінчив Київський інститут інженерів цивільного повітряного флоту, після чого рік працював льотчиком транспортного загону Воронезького авіаційного заводу.
У 1958 році Курлін закінчив школу льотчиків-випробувачів, після чого 36 років працював льотчиком-випробувачем ОКБ Антонова. Брав участь у випробуваннях літаків «Ан-32», «Ан-124», «Ан-8», «Ан-10», «Ан-12», «Ан-22», «Ан-24», «Ан-26». У 1985 році Курлін встановив чотири світових рекорди висоти на «Ан-32».

Могила Юрія Курліна, Берковецьке кладовище

Указом Президії Верховної Ради СРСР від 22 липня 1966 року «за мужність і героїзм, проявлені при випробуванні нової авіаційної техніки» Юрій Курлін був удостоєний високого звання Героя Радянського Союзу з врученням ордена Леніна і медалі «Золота Зірка» за номером 11247.
Заслужений льотчик-випробувач СРСР, майстер спорту СРСР міжнародного класу з літакового спорту, 1 розряд зі спортивної гімнастики.
У 1994 році пішов з льотно-випробувальної роботи. Мешкав у Києві, працював інструктором-методистом в ОКБ Антонова, викладав у Національному авіаційному університеті.
Помер від зупинки серця 27 лютого 2018 року у корпусі Національного авіаційного університету, куди приїхав на ювілей колеги. Похований на Берковецькому кладовищі.

## Нагороди
- Герой Радянського Союзу (22 липня 1966, медаль № 11247, «за мужність і героїзм, проявлені при випробуванні нової авіаційної техніки»);
- орден Леніна (22.07.1966 р.);
- два ордена «Знак Пошани»;
- орден Богдана Хмельницького 3-го ступеня;
- орден «За заслуги» III ступеня (Україна, 7 лютого 2000 року) — за вагомі досягнення у професійній діяльності, багаторічну сумлінну працю[4]
- медалі.

### Відео
- Легенди "Антонова": Юрій Курлін - народжений літати. Невигадані історії. 31.03.2018. 5 канал на YouTube